# A Nazionale 1981-1982
La A Nazionale 1981-1982 è stata la 42ª edizione del massimo campionato greco di pallacanestro maschile. La vittoria finale è stata ad appannaggio del Panathīnaïkos.

## Risultati

### Stagione regolare
|     | Squadra              | G  | V  | P  | PF | PS | Pt. | Qualificazione       |
| --- | -------------------- | -- | -- | -- | -- | -- | --- | -------------------- |
| 1.  | Panathīnaïkos        | 26 | 22 | 4  |    |    | 48  |                      |
| 2.  | Aris Salonicco       | 26 | 20 | 6  |    |    | 46  |                      |
| 3.  | Īraklīs Salonicco    | 26 | 17 | 9  |    |    | 43  |                      |
| 4.  | PAOK Salonicco       | 26 | 20 | 6  |    |    | 43  |                      |
| 5.  | AEK Atene            | 26 | 16 | 10 |    |    | 42  |                      |
| 6.  | Olympiakos           | 26 | 16 | 10 |    |    | 42  |                      |
| 7.  | Panellīnios          | 26 | 13 | 13 |    |    | 39  |                      |
| 8.  | Paniōnios            | 26 | 13 | 13 |    |    | 39  |                      |
| 9.  | G.S. Larissa         | 26 | 9  | 17 |    |    | 35  |                      |
| 10. | Apollon Patrasso     | 26 | 8  | 18 |    |    | 34  |                      |
| 11. | Dimókritos Salonicco | 26 | 7  | 19 |    |    | 33  | girone retrocessione |
| 12. | Iōnikos Nikaias      | 26 | 7  | 19 |    |    | 33  | girone retrocessione |
| 13. | Sporting Atene       | 26 | 7  | 19 |    |    | 33  | girone retrocessione |
| 14. | VAO Salonicco        | 26 | 7  | 19 |    |    | 33  | girone retrocessione |

### Girone retrocessione
|     | Squadra              | G | V | P | PF | PS | Pt. | Qualificazione            |
| --- | -------------------- | - | - | - | -- | -- | --- | ------------------------- |
| 11. | Dimókritos Salonicco | 3 | 2 | 1 |    |    | 5   |                           |
| 12. | Iōnikos Nikaias      | 3 | 2 | 1 |    |    | 5   |                           |
| 13. | Sporting Atene       | 3 | 1 | 2 |    |    | 4   | retrocesse in B Nazionale |
| 14. | VAO Salonicco        | 3 | 1 | 2 |    |    | 4   | retrocesse in B Nazionale |

| A Nazionale 1981-1982    |
| ------------------------ |
| Panathīnaïkos 18º titolo |

## Formazione vincitrice
| N° | Naz.                   | Ruolo | Sportivo            |  | Alt. |  |
| -- | ---------------------- | ----- | ------------------- |  | ---- |  |
|    | Grecia (bandiera)      | AP    | Apostolos Kontos    |  |      |  |
|    | Grecia (bandiera)      | C     | Dīmītrīs Kokolakīs  |  | 215  |  |
|    | Grecia (bandiera)      |       | Takīs Korōnaios     |  |      |  |
|    | Stati Uniti (bandiera) | C     | David Nelson        |  | 203  |  |
|    | Grecia (bandiera)      |       | Kyriakos Vidas      |  |      |  |
|    | Grecia (bandiera)      | P     | Memos Iōannou       |  | 190  |  |
|    | Grecia (bandiera)      |       | Kostas Batis        |  |      |  |
|    | Grecia (bandiera)      |       | Andreas Papantoniou |  |      |  |
|    | Stati Uniti (bandiera) |       | David Thompson      |  |      |  |
|    | Grecia (bandiera)      |       | Katsinis            |  |      |  |
|    | Grecia (bandiera)      |       | Georganas           |  |      |  |
|    | Grecia (bandiera)      |       | Kalogeropoulos      |  |      |  |
|    | Grecia (bandiera)      |       | Garos               |  |      |  |
|    | Grecia (bandiera)      |       | Karanasos           |  |      |  |
|    | Grecia (bandiera)      | All.  | Kōstas Politīs      |  |      |  |